# درخت کفش

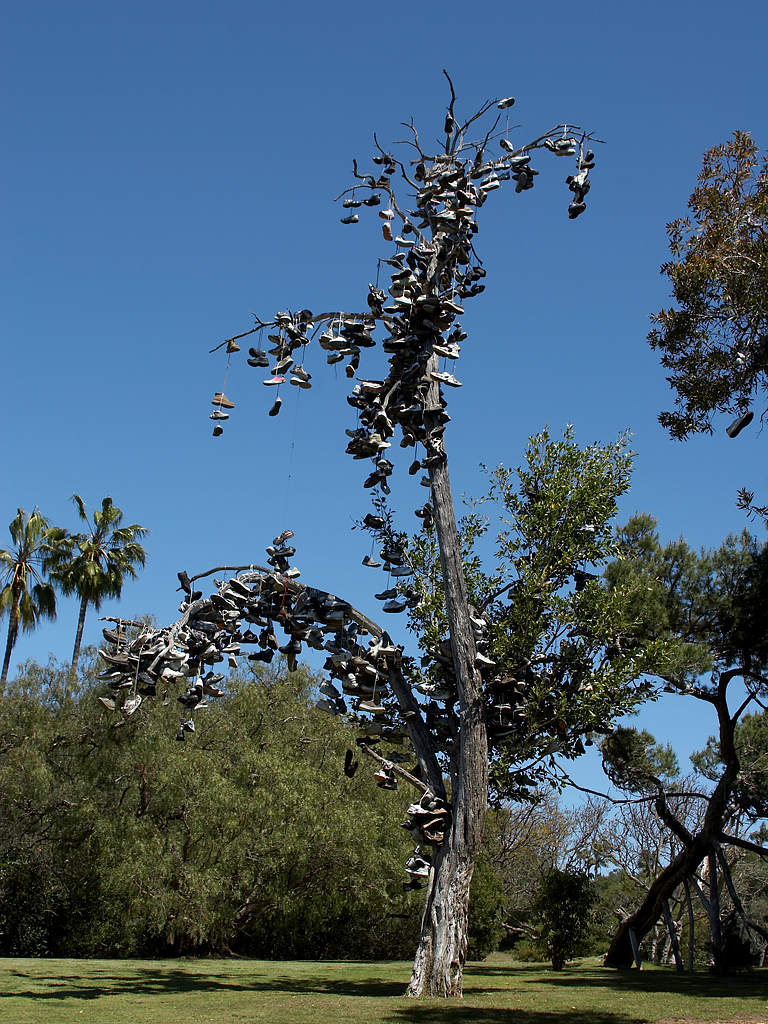
درخت کفش در مورلی فیلد، سن دیگو.

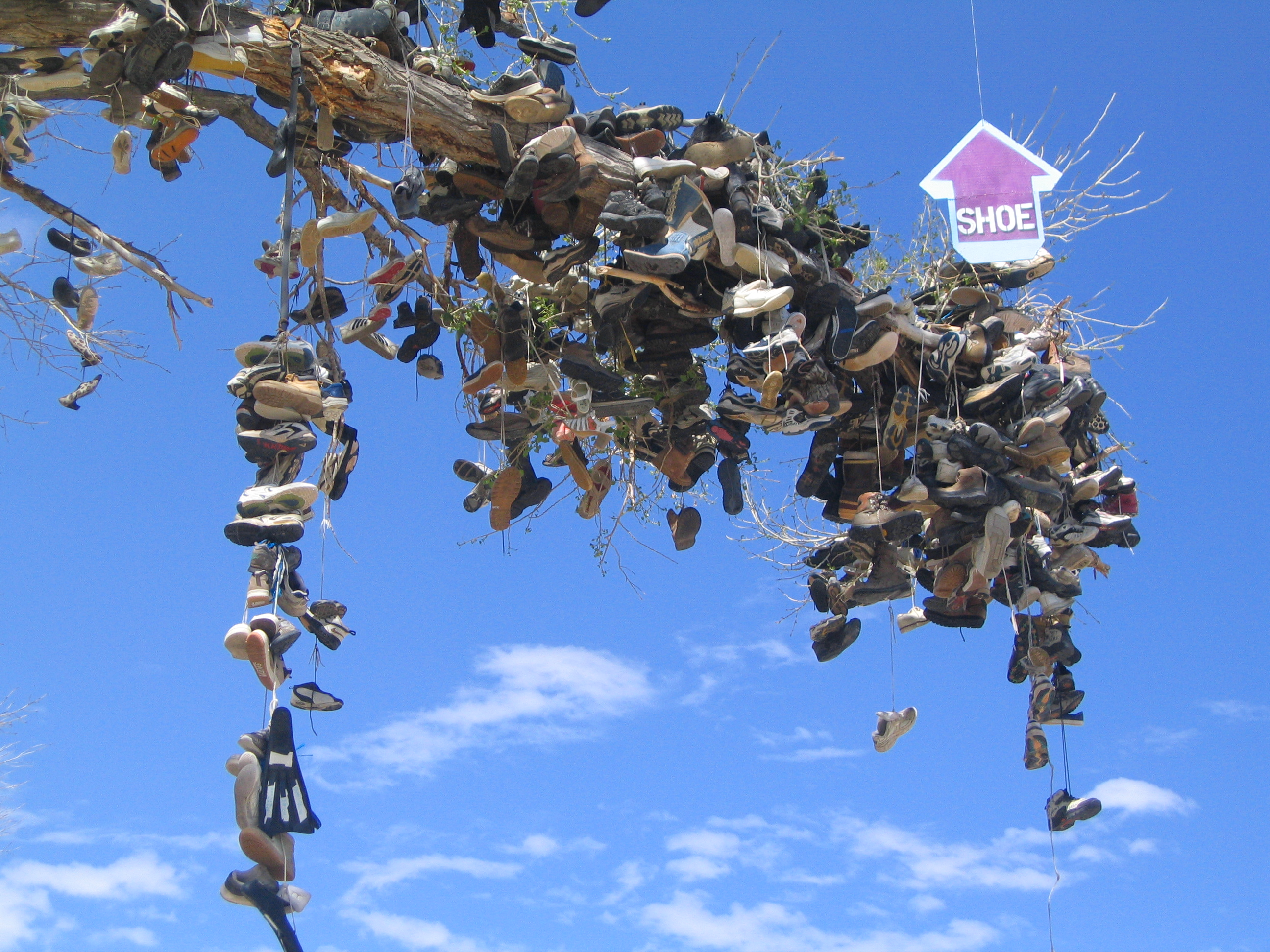
شاخه‌ای از یک درخت کفش در رینو، نوادا

درخت کفش، درختی (یا گاهی، تیر برق یا هر شیء چوبی دیگری) است که با کفش‌های قدیمی، عموماً از طریق عمل پرتاب کفش، تزیین شده است. درخت‌های کفش معمولاً در کنار یک گذرگاه محلی اصلی قرار دارند و ممکن است یک درونمایه (تِم) (مانند کفش‌های پاشنه‌بلند) داشته باشند. در سال ۲۰۱۷ حداقل چهل و پنج درخت کفش از این نوع در ایالات متحده وجود داشت.
فروشگاه مانتین کِراسینگز (گذرگاه‌های کوهستانی) در مسیر آپالاچی، که در دهه ۱۹۳۰ ساخته شده است، درختی در بیرون دارد که کوهنوردان طبق سنت، پس از پیاده‌روی در مسیر، چکمه‌های خود را در آنجا آویزان می‌کنند و رها می‌کنند.